# Belgida
Belgida (spansk: Bélgida, valenciansk: Bèlgida) er en landsby og kommune i Vall d'Albaida-distriktet i Valencia-regionen i Spanien. Byen har 640 (2024) indbyggere.

## Ekstern henvisning
- Belgidas hjemmeside